# Favonigobius aliciae
Favonigobius aliciae és una espècie de peix de la família dels gòbids i de l'ordre dels perciformes.

## Morfologia
- Els mascles poden assolir 5 cm de longitud total.[3][4]

## Alimentació
Menja peixets, crustacis i insectes.

## Hàbitat
És un peix de clima tropical i demersal.

## Distribució geogràfica
Es troba a Indoxina i la península de Malaca, incloent-hi Cambodja i el delta del riu Mekong.

## Observacions
És inofensiu per als humans.